# 호쿠소 철도 호쿠소선
호쿠소 철도 호쿠소 선(일본어: 北総鉄道北総線)은 일본 도쿄도 가쓰시카구에 있는 게이세이타카사고 역과 지바현 인자이시에 있는 인바니혼이다이 역을 잇는 호쿠소 철도의 철도 노선이다.

## 역사
- 1979년 3월 9일:
  - 기타하쓰토미 - 고무로 구간이 개통. 니시시로이, 시로이 2개 철도역이 영업 개시.
  - 신케이세이 선 마쓰도역까지 직결 운행을 개시.
- 1984년 3월 19일: 고무로 - 지바 뉴타운 중앙 구간이 개통.
- 1991년 3월 31일:
  - 게이세이타카사고 - 신카마가야 구간이 개통. (신카마가야 역은 기타하쓰토미 - 니시시로이 사이에 설치)
  - 게이세이 전철, 도영 지하철 아사쿠사 선, 게이힌 급행 전철과 직결 운행을 개시.
- 1992년 7월 8일: 기타하쓰토미 - 신카마가야 구간을 폐지(신케이세이 선에 직결 운행하기를 폐지)
- 1995년 4월 1일: 지바 뉴타운 중앙 - 인자이마키노하라 구간이 개통.
- 2000년 7월 22일: 인자이마키노하라 - 인바니혼이다이 구간이 개통. 차고를 니시시로이에서부터 인자이마키노하라에 이전.
- 2010년 7월 17일: 게이세이 전철 나리타 공항선이 개통하며, 직통 운전 개시.

## 차량

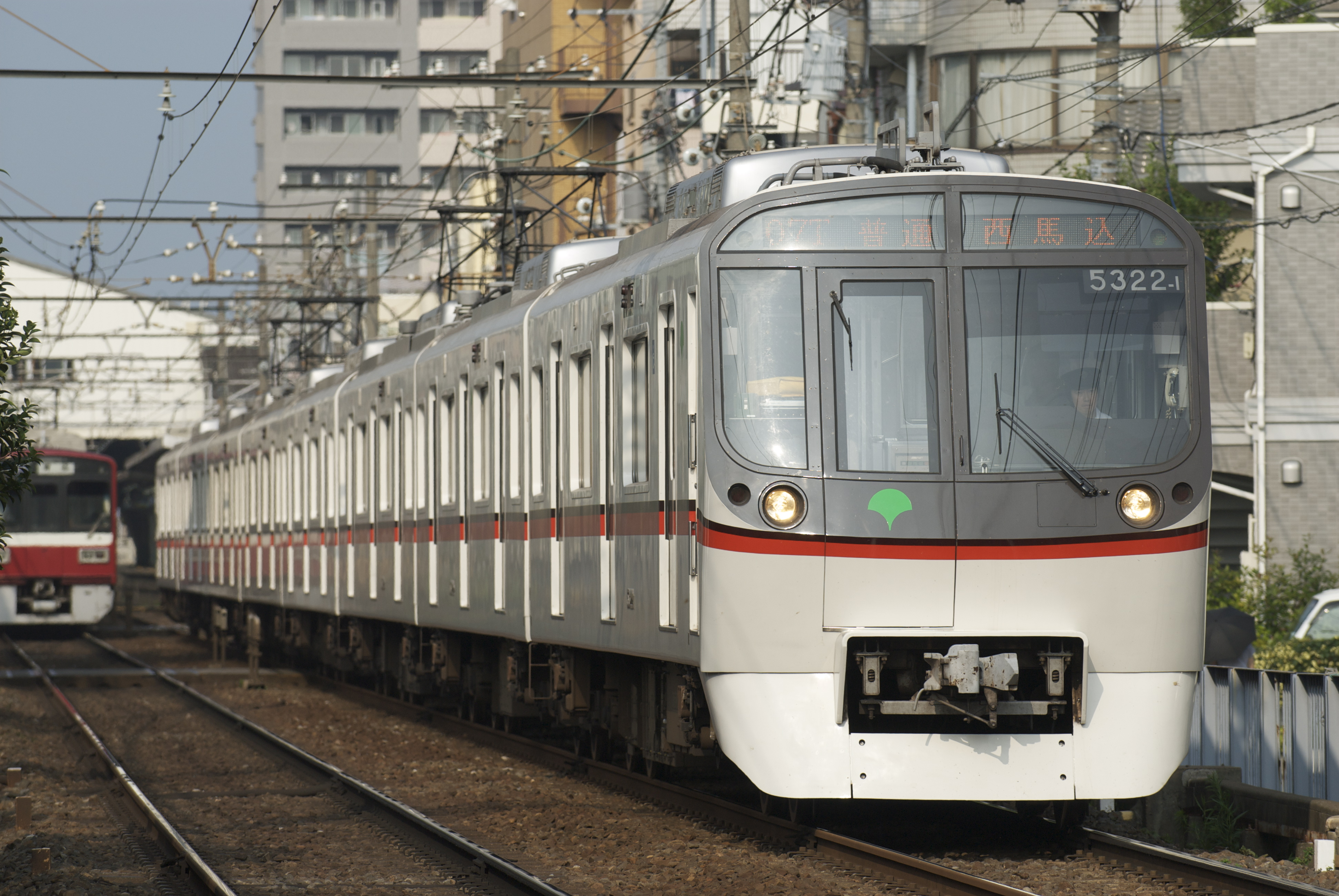
7300형・지바 뉴타운 철도 9800형
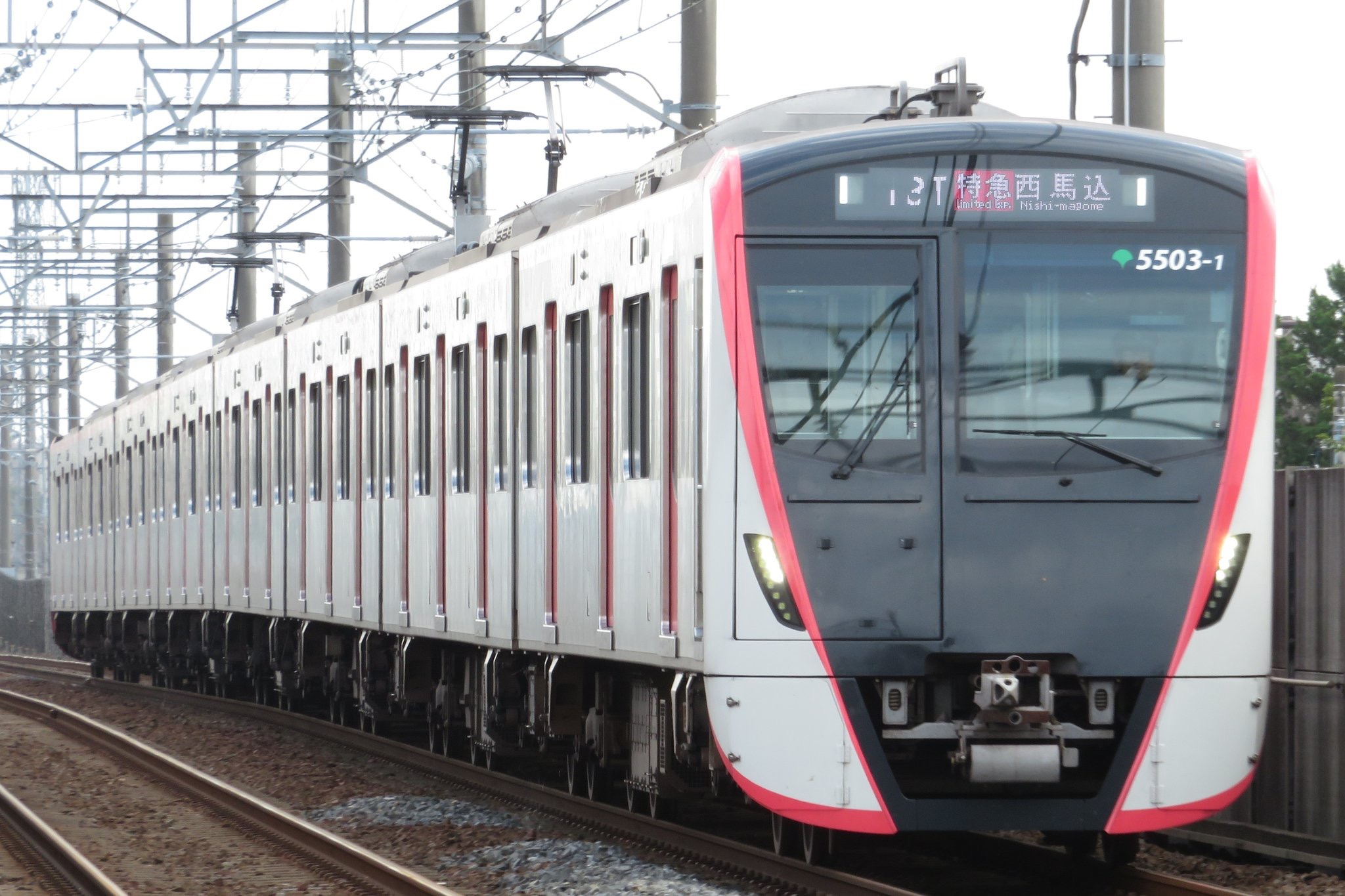
7500형・지바 뉴타운 철도 9200형
- 지바 뉴타운 철도 9100형
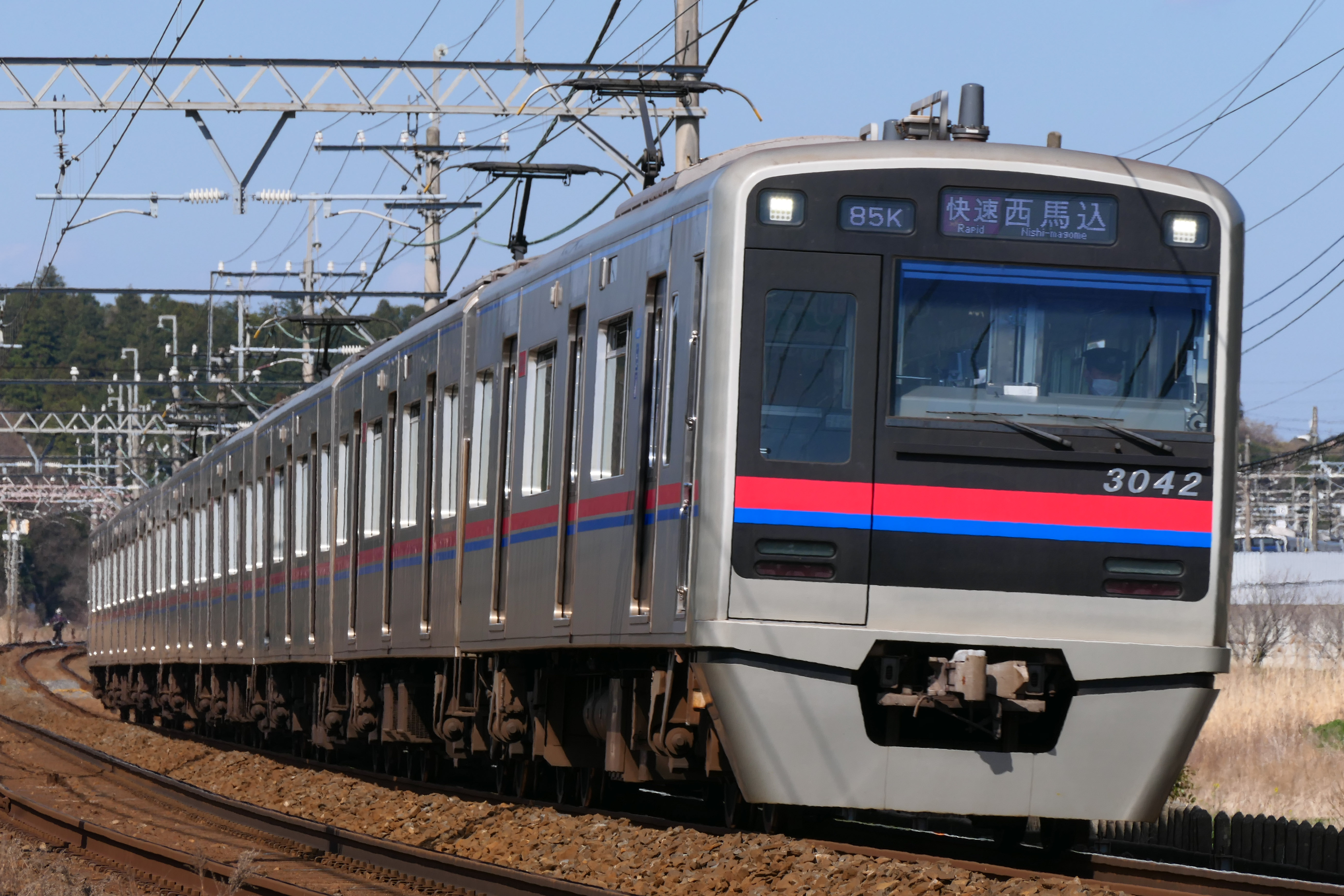
게이세이 전철 3000형
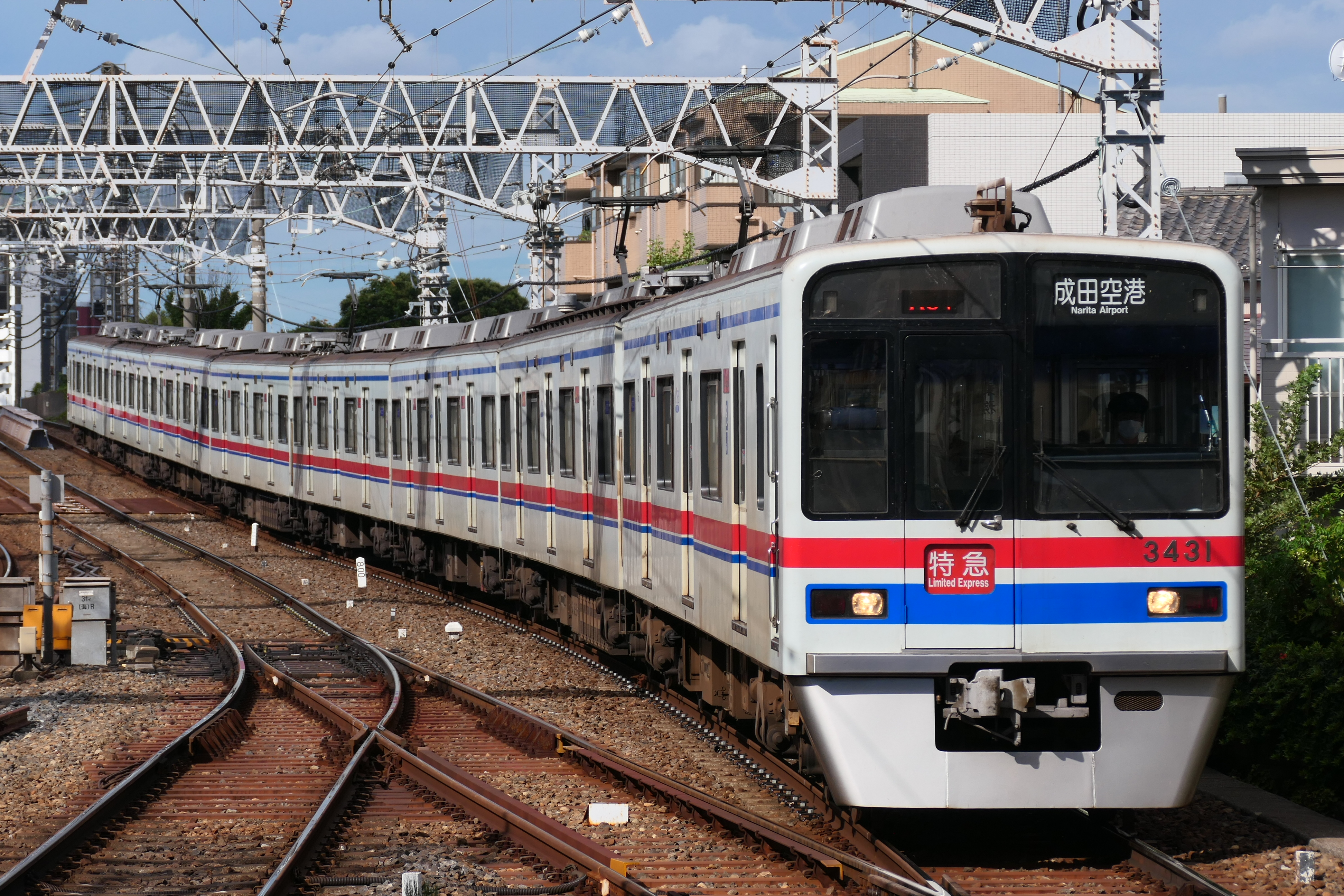
게이세이 전철 3400형
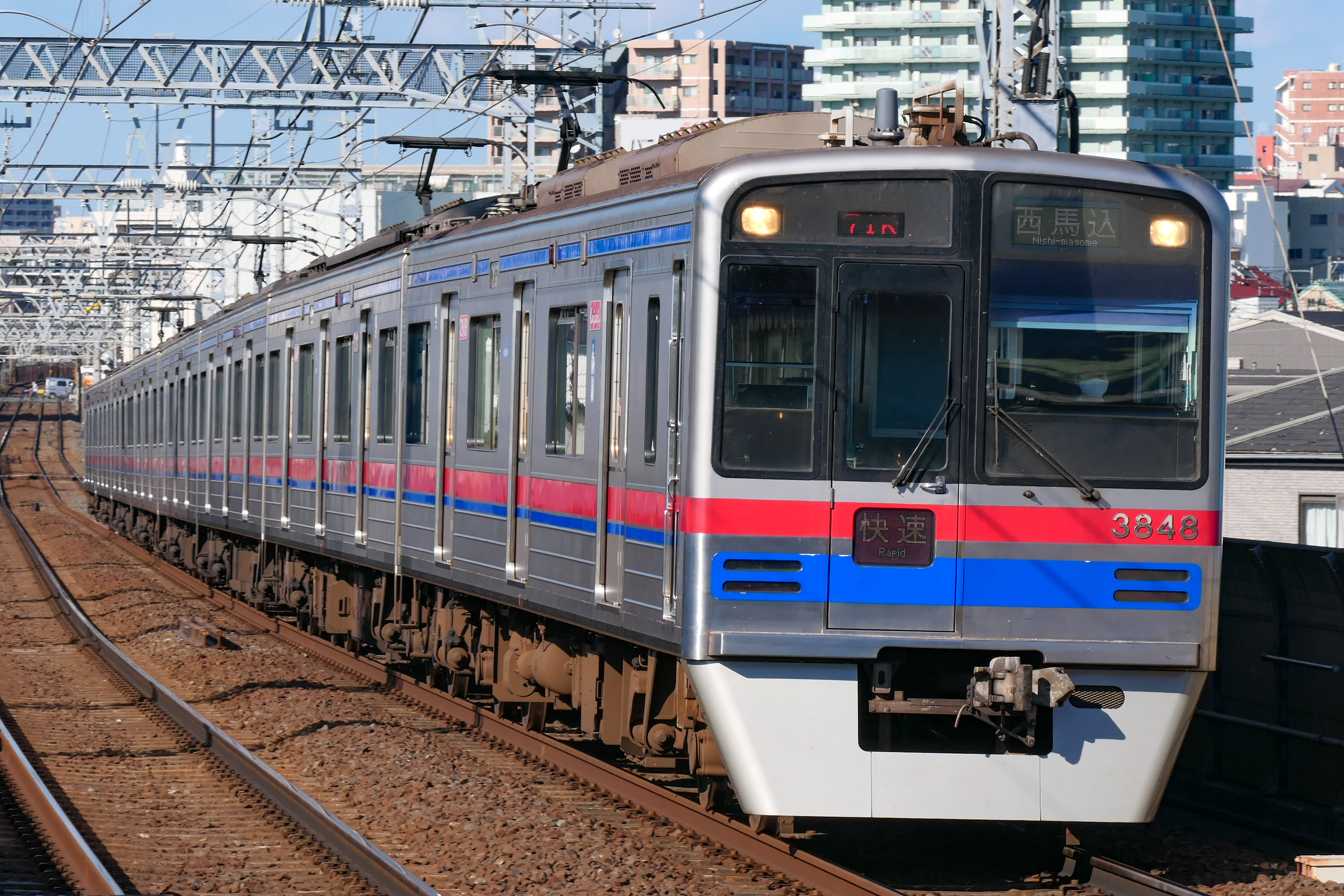
게이세이 전철 3500형
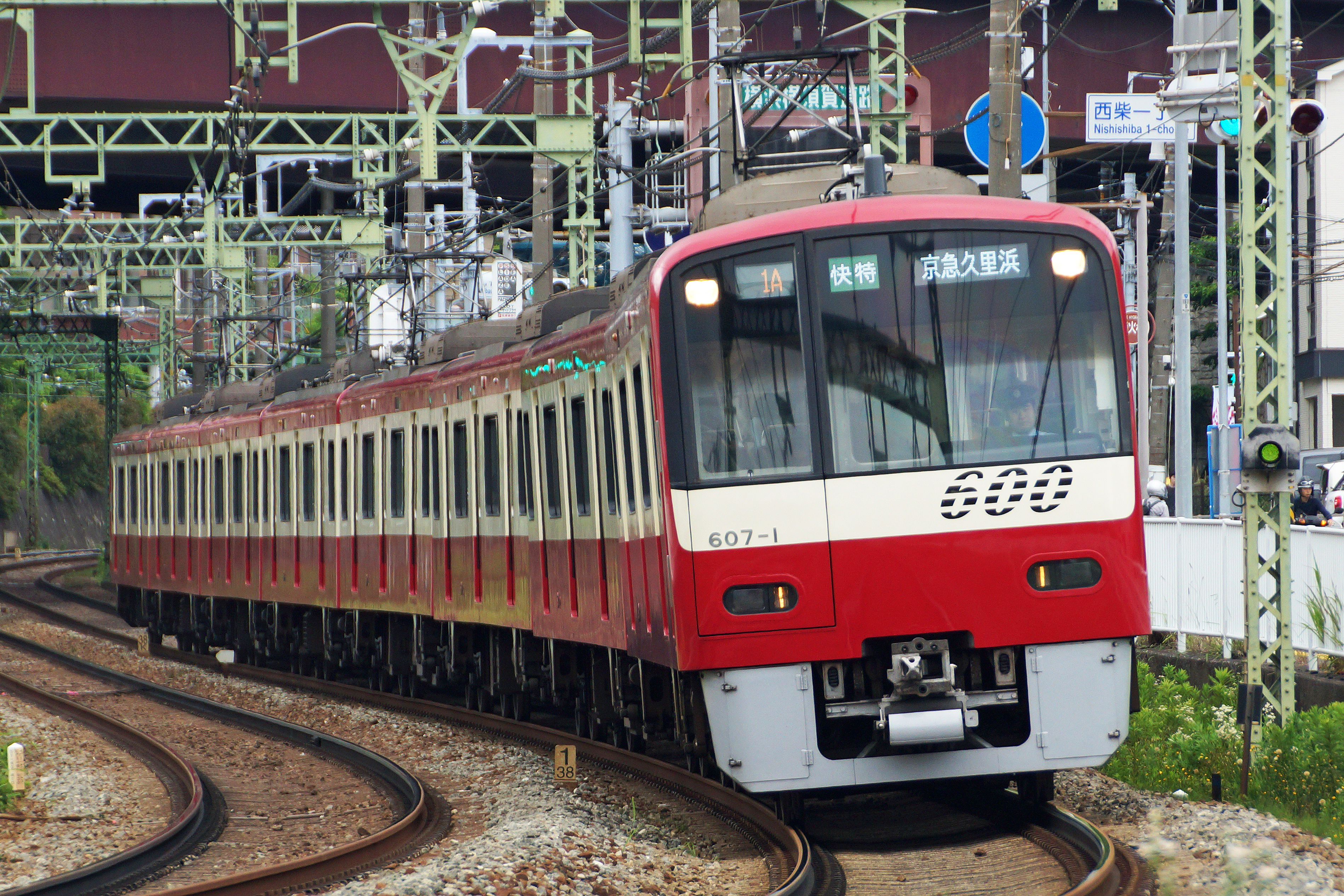
게이세이 전철 3700형
- 도영 지하철 5300형
- 도영 지하철 5500형
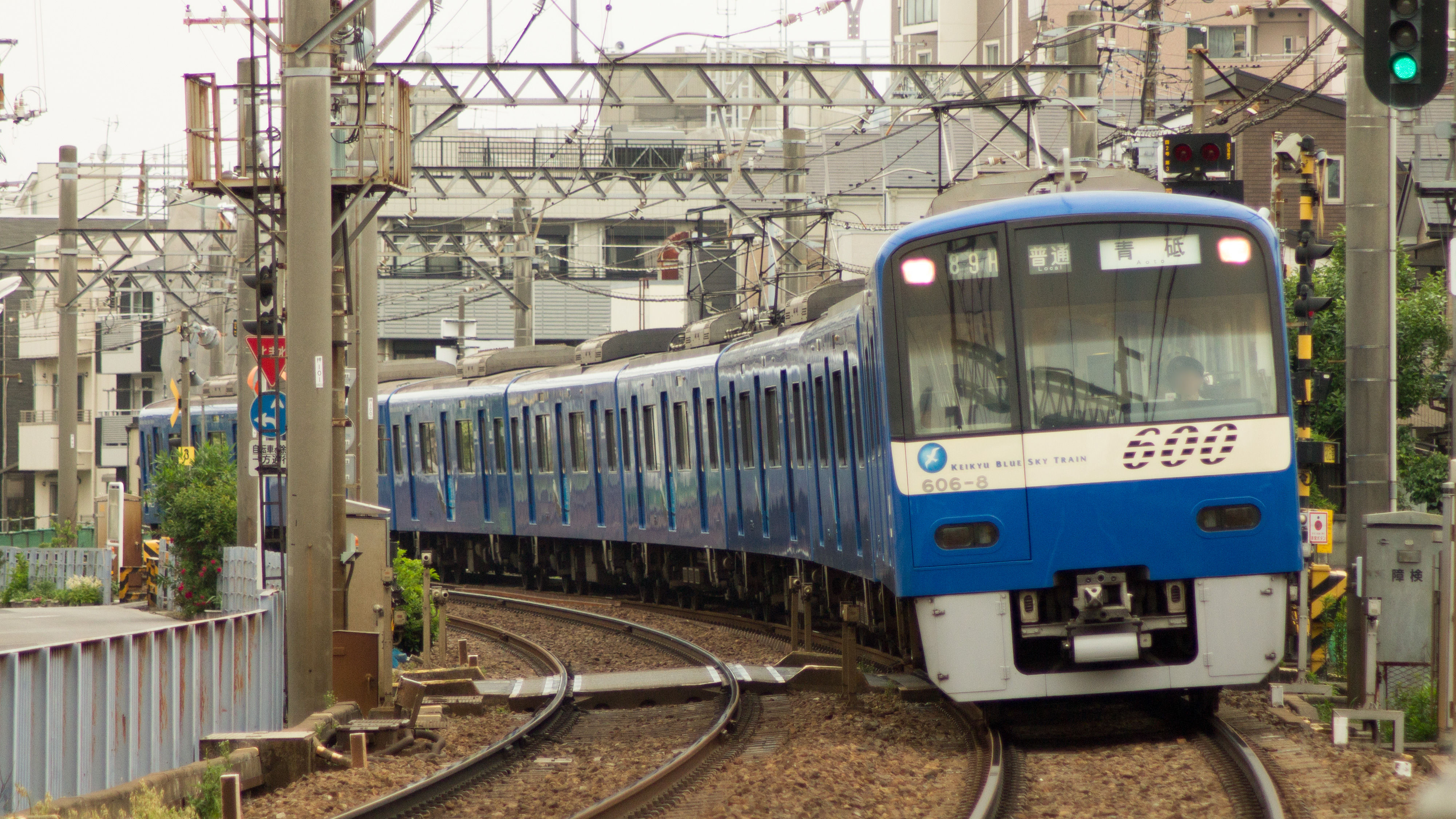
게이힌 급행 전철 600형
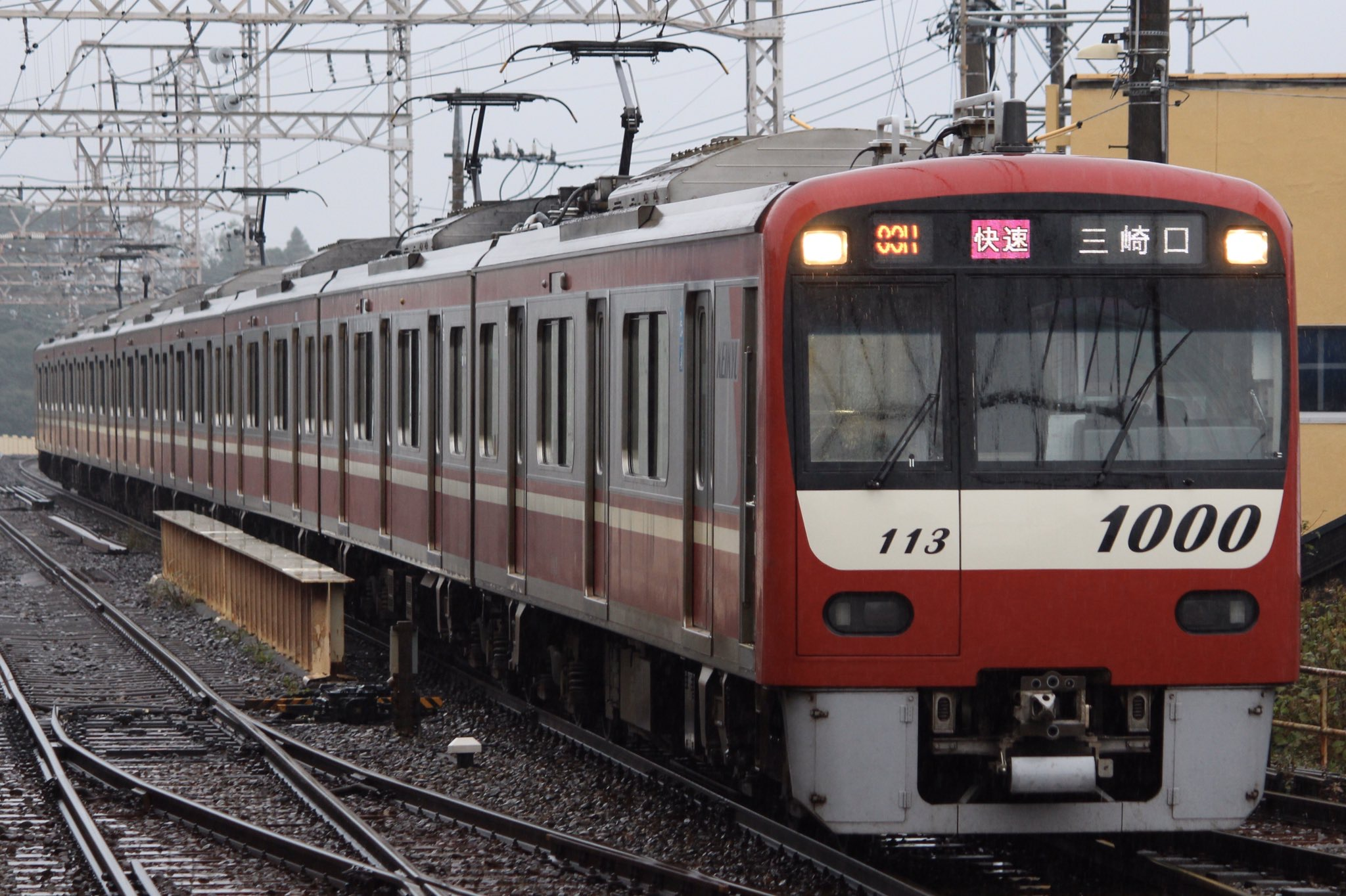
게이힌 급행 전철 1000형
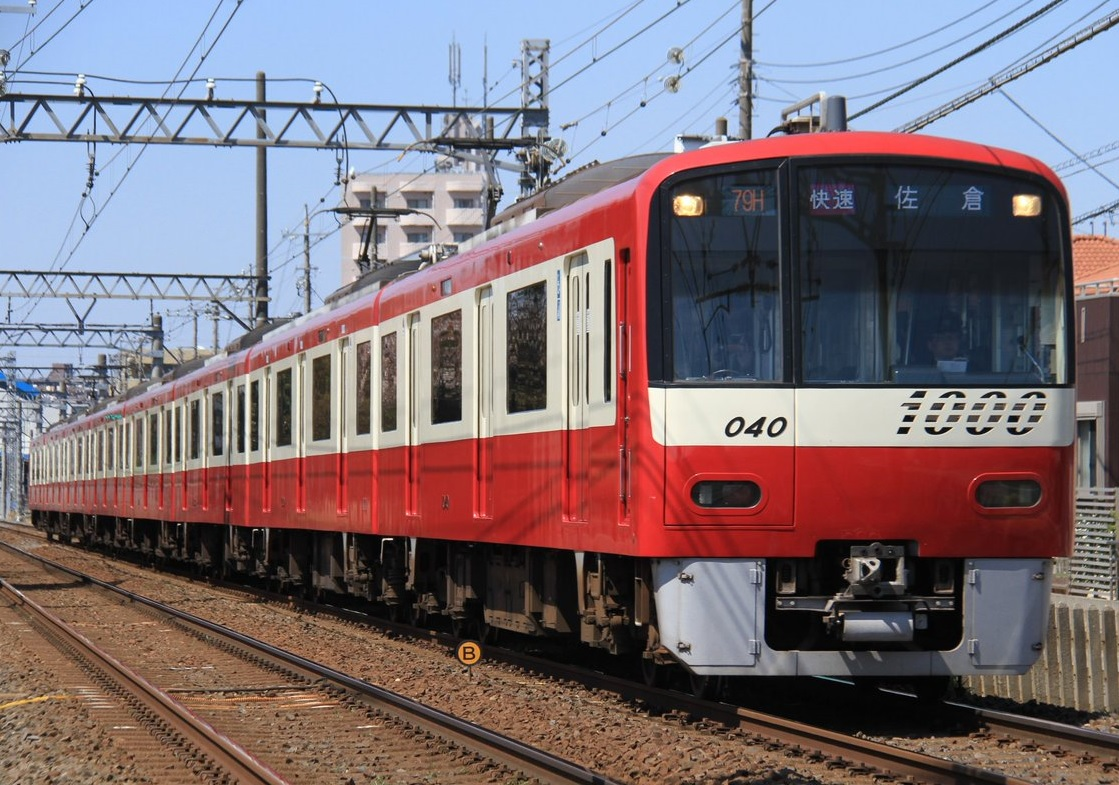
게이힌 급행 전철 1000형 (스테인리스로 만들어진 편성)
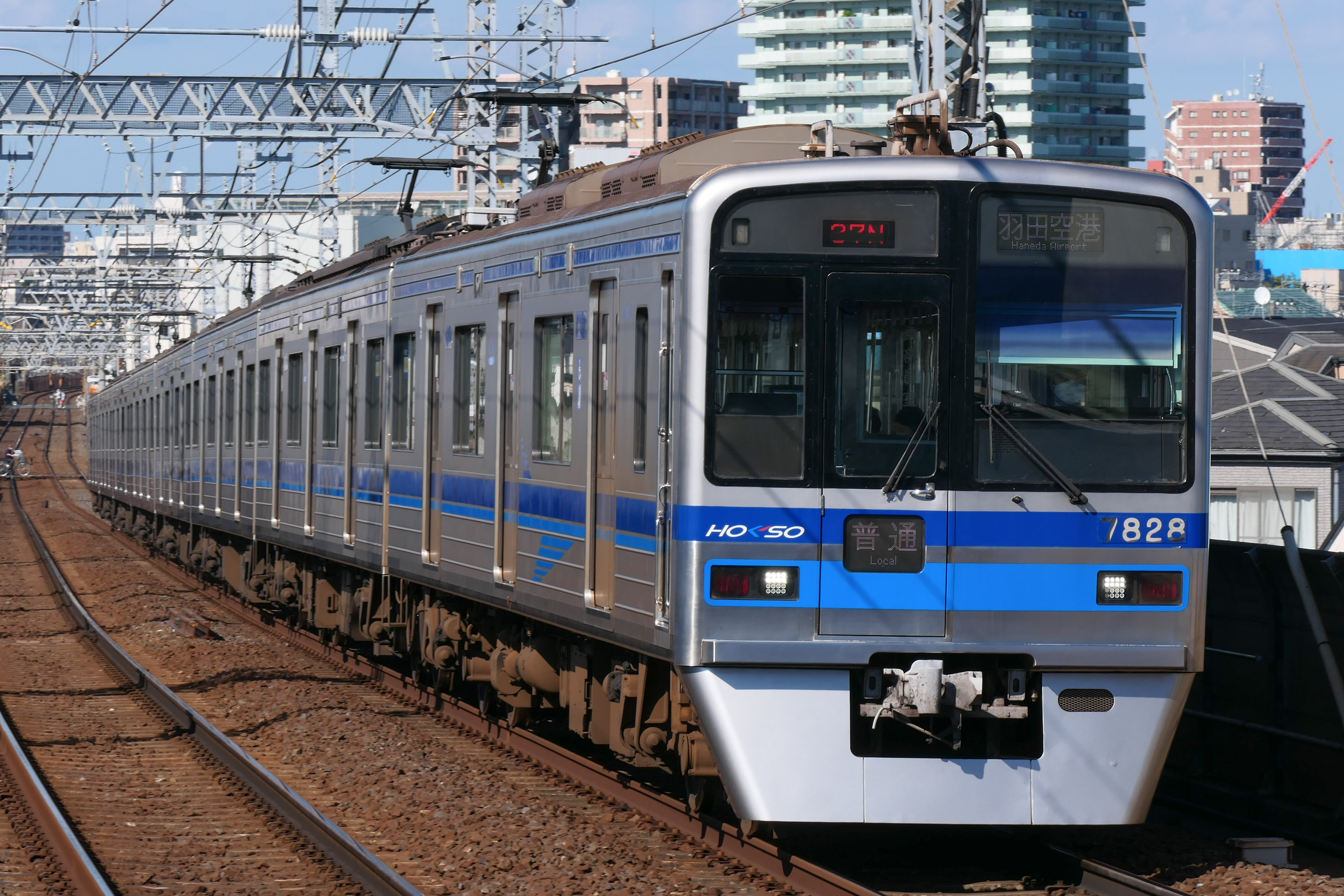
호쿠소 철도 7300형
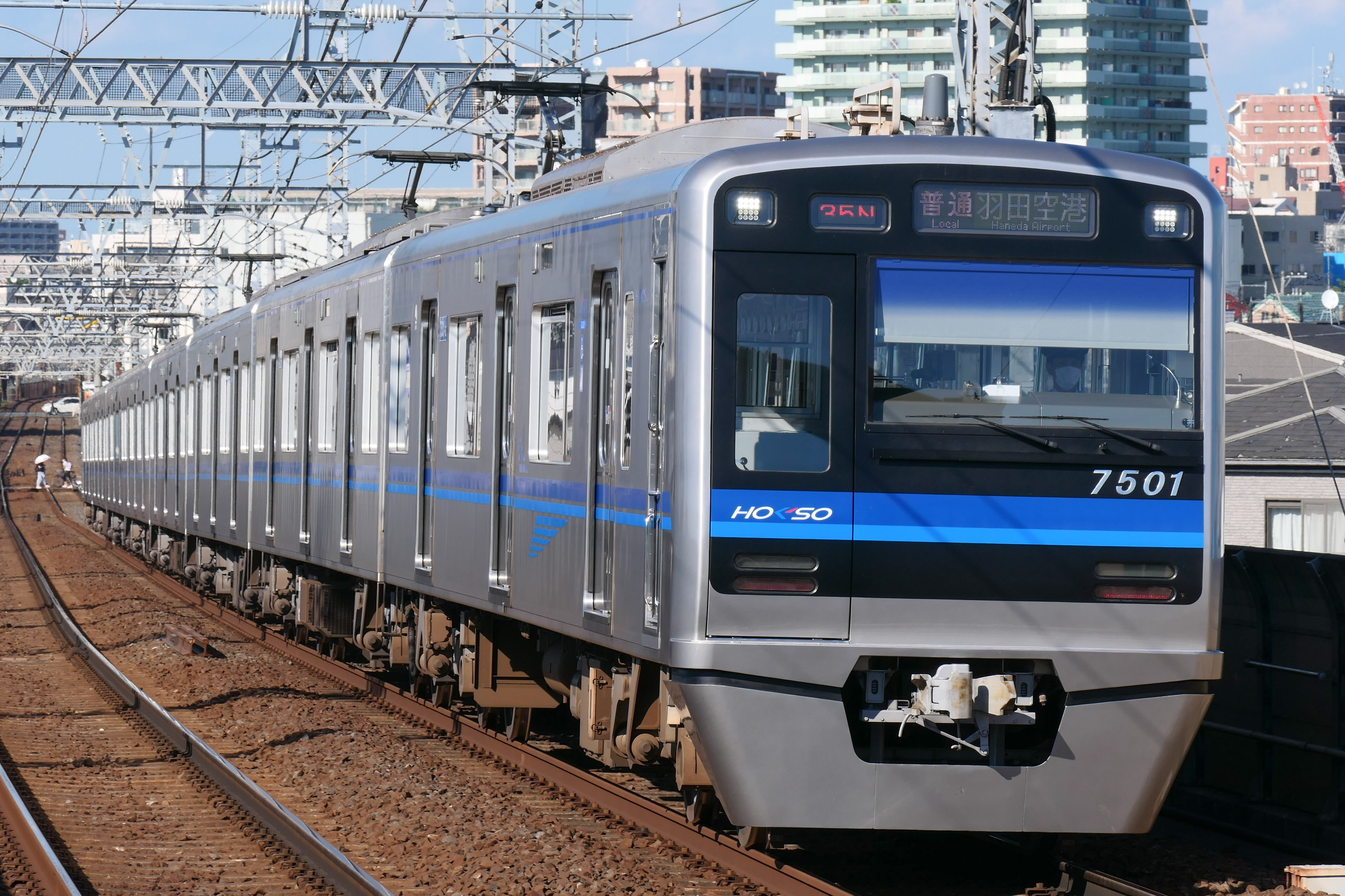
게이힌 급행 전철 1500형
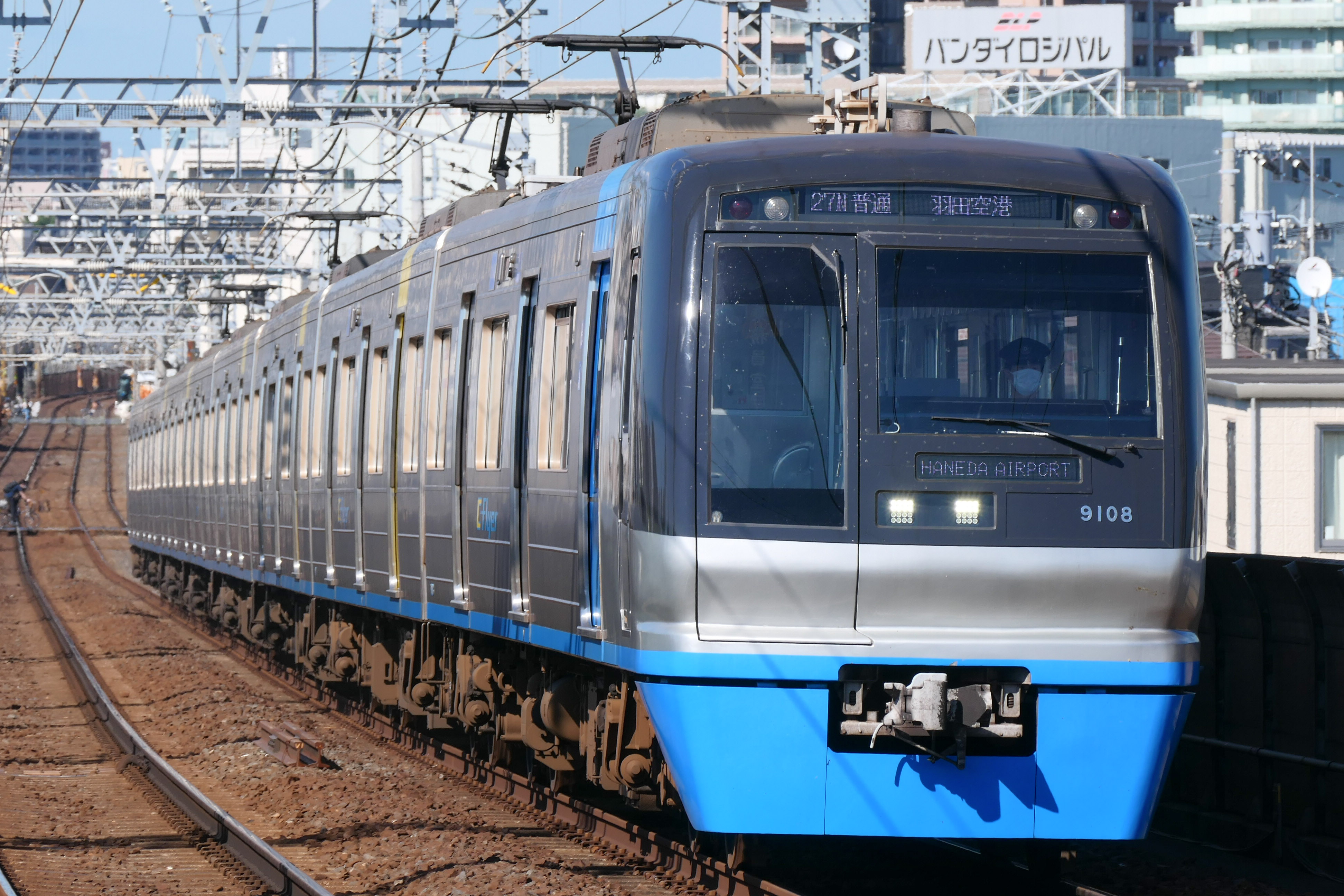
지바 뉴타운 철도 9100형
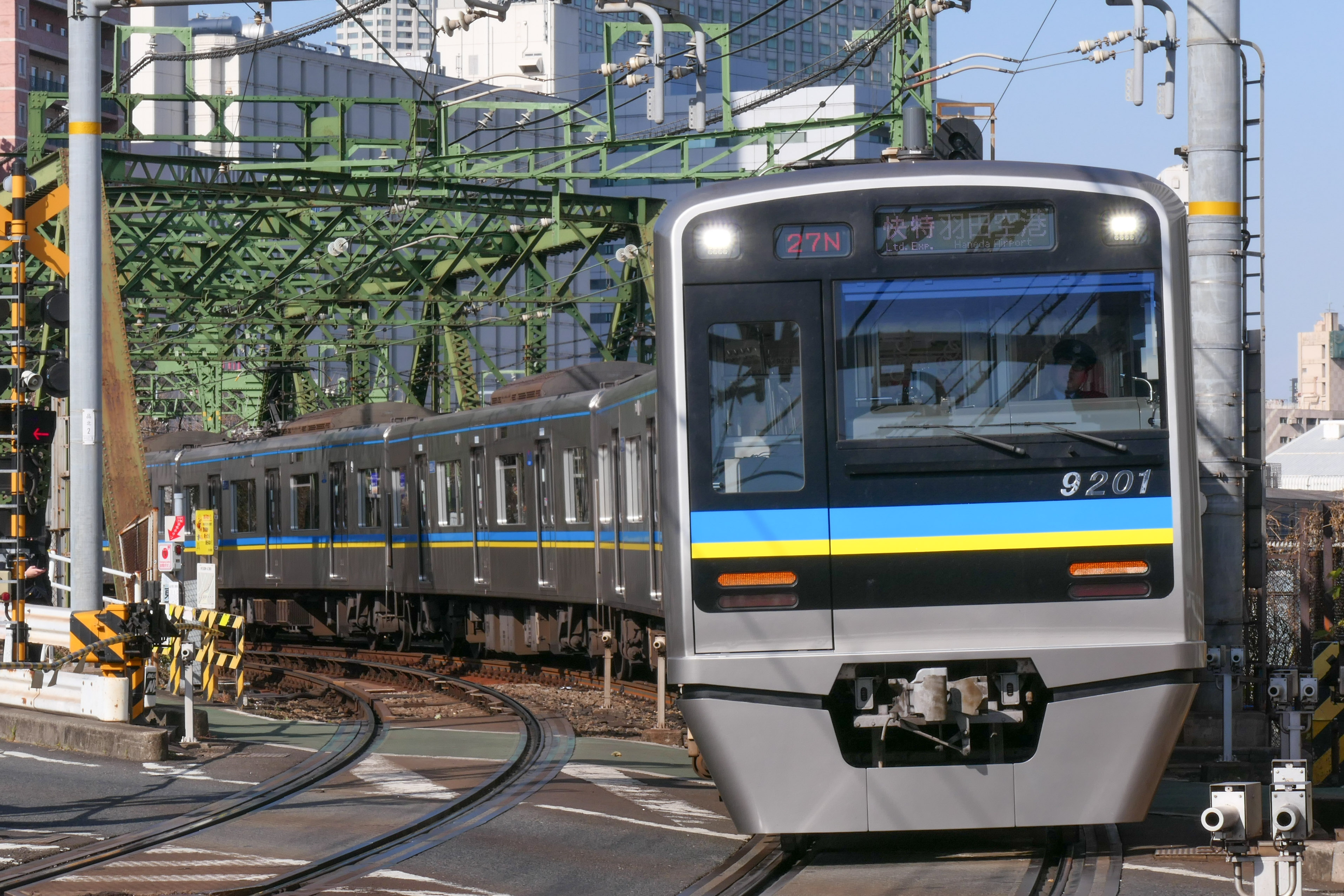
지바 뉴타운 철도 9200형
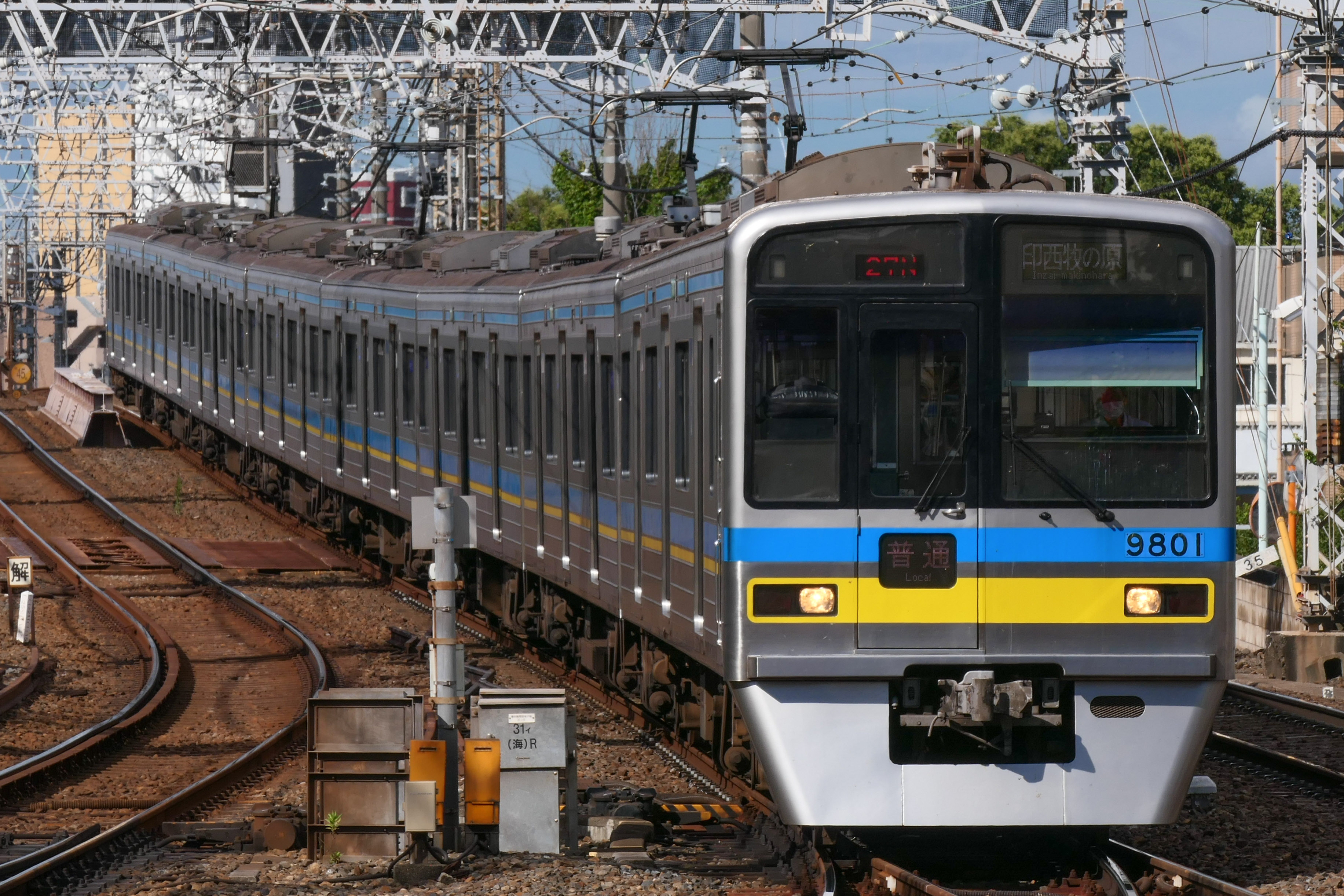
지바 뉴타운 철도 9800형

- 도영 지하철 5300형
- 도영 지하철 5500형
- 게이세이 전철 3000형
- 게이세이 전철 3400형
- 게이세이 전철 3700형
- 게이힌 급행 전철 600형
- 게이힌 급행 전철 600형(게이큐 블루스카이 트레인)
- 게이힌 급행 전철 1000형
- 게이힌 급행 전철 1000형 (스테인리스로 만들어진 편성)
- 호쿠소 철도 7300형
- 호쿠소 철도 7500형
- 지바 뉴타운 철도 9100형
- 지바 뉴타운 철도 9200형
- 지바 뉴타운 철도 9800형

## 역 목록
| 역 번호 | 역 이름          | 일본어 이름          | 영업 거리 | 급 | 특 | 접속 노선                                                                                | 소재지 | 소재지                                                  |
| ------- | ---------------- | -------------------- | --------- | -- | -- | ---------------------------------------------------------------------------------------- | --- | ------------------------------------------------------- |
| -       | 게이세이타카사고 | 京成高砂             | 0.0       | ●  | ●  | 게이세이 전철 본선 (KS10, 아오토 방면 직결 운행) 가나마치 선 (KS10) 나리타 공항선 (KS10) | 도쿄도 | 가쓰시카구                                              |
| HS01    | 신시바마타       | 新柴又               | 1.3       | ●  | │  |                                                                                          | 도쿄도 | 가쓰시카구                                              |
| HS02    | 야기리           | 矢切                 | 3.2       | ●  | │  | 지바현                                                                                   | 마쓰도시 |                                                         |
| HS03    | 기타코쿠분       | 北国分               | 4.7       | │  | │  | 지바현                                                                                   | 이치카와시                                                                                                  |                                                         |
| HS04    | 아키야마         | 秋山                 | 6.2       | │  | │  | 지바현                                                                                   | 마쓰도 시                                                                                                   |                                                         |
| HS05    | 히가시마쓰도     | 東松戸               | 7.5       | ●  | ●  | 지바현                                                                                   | 마쓰도 시                                                                                                   | 게이세이 전철 나리타 공항선 동일본 여객철도 무사시노 선 |
| HS06    | 마쓰히다이       | 松飛台               | 8.9       | │  | │  | 지바현                                                                                   | 마쓰도 시                                                                                                   |                                                         |
| HS07    | 오마치           | 大町                 | 10.4      | │  | │  | 지바현                                                                                   | 이치카와 시                                                                                                 |                                                         |
| HS08    | 신카마가야       | 新鎌ヶ谷             | 12.7      | ●  | ●  | 지바현                                                                                   | 게이세이 전철 나리타 공항선 신케이세이 전철 신케이세이 선 (SL11) 도부 노다 선 (도부 어번 파크 라인) (TD-30) | 가마가야시                                              |
| HS09    | 니시시로이       | 西白井               | 15.8      | ●  | ●  | 지바현                                                                                   | | 시로이시                                                |
| HS10    | 시로이           | 白井                 | 17.8      | ●  | ●  | 지바현                                                                                   | | 시로이시                                                |
| HS11    | 고무로           | 小室                 | 19.8      | ●  | ●  | 지바현                                                                                   | 후나바시시                                                                                                  |                                                         |
| HS12    | 지바뉴타운추오   | 千葉ニュータウン中央 | 23.8      | ●  | ●  | 지바현                                                                                   | 게이세이 전철 나리타 공항선                                                                                 | 인자이시                                                |
| HS13    | 인자이마키노하라 | 印西牧の原           | 28.5      | ●  |    | 지바현                                                                                   | | 인자이시                                                |
| HS14    | 인바니혼이다이   | 印旛日本医大         | 32.3      | ●  | ●  | 지바현                                                                                   | 게이세이 전철 나리타 공항선                                                                                 | 인자이시                                                |